# Зопирион
Зопирион (др.-греч. Ζωπυρίων) — стратег Александра Македонского, наместник Фракии. Известен исключительно в контексте похода между 332 и 325 гг. до н. э. в Северное Причерноморье. По одной версии, экспедиция была личной инициативой Зопириона, по другой, — он выполнял приказ Александра. Согласно второй гипотезе, македонский царь предполагал и сам совершить поход в земли скифов из Средней Азии, в то время как Зопирион захватит западное и северное побережье Чёрного моря. Таким образом, в планах Александра могло быть завоевание всего Причерноморья.
Во время похода Зопирион пересёк Истр, захватил Тиру и Никоний, после чего подошёл к стенам Ольвии. Жители этой греческой колонии, несмотря на несопоставимость сил, смогли организовать сопротивление. Осада затянулась, как за счёт единства жителей Ольвии, так и низкого качества подготовки, набранного из фракийских наёмников, войска Зопириона. В конечном итоге он был вынужден отступить. На обратном пути на утомлённое неудачной осадой войско Зопириона в междуречье Истра и Тираса напали скифы или геты.
Гибель войска Зопириона, возможно, заставила Александра отказаться от похода в земли скифов. Также, на фоне поражения македонян против них восстал местный фракийский династ Севт III, который восстановил Одрисское царство.

## Датировка событий
Источниками биографии Зопириона служат работы древнеримских историков, живших века спустя после описываемых событий. Квинт Курций Руф, Марк Юниан Юстин, Павел Орозий и Амвросий Феодосий Макробий упоминают о Зопирионе в своих трудах, в которых присутствуют значительные различия в датировке и описании событий. О деятельности Зопириона до его похода нет никаких дошедших до нас сведений.
Оба основных источника, Юстин и Курций, предположительно основываясь на одном первоисточнике, кем мог быть, по мнению Ю. Г. Виноградова и П. О. Карышковского, древнегреческий историк Клитарх, приписывают события похода к разным временным периодам (в контексте получения известий о них Александром Великим) и не совпадают в деталях. Так, Марк Юниан Юстин в своём произведении «Эпитома сочинения Помпея Трога „История Филиппа“» пишет, что вести о походе Зопириона были донесены Александру, находившемуся на тот момент в Парфии, вместе с информацией о событиях, датирующихся 331 г. до н. э.: «…известия вызвали у Александра противоречивые чувства; однако его все же больше обрадовала смерть двух соперничавших с ним царей, чем огорчила потеря войска [под командой] Зопириона». В то же время Квинт Курций Руф в «Истории Александра Великого Македонского» утверждает, что это сообщение было получено от Кена уже по возвращении из Индийского похода, в 324 г. до н. э.: «Правитель Фракии Зопирион погиб со всем своим войском во время похода против гетов от внезапно налетевшей грозы и бури». По мнению К. Йорданова, поздняя датировка похода (325 г. до н. э.) подтверждается современными исследованиями истории этнокультурных и политико-экономических контактов эллинов и фракийцев, а также, косвенно, последующими событиями, временные рамки которых не вызывает сомнений — восстанием Севта III, волнениями в Фессалии, отправкой подкрепления и планами замещения Антипатра Кратером в качестве наместника Македонии.
Ввиду отсутствия датировки событий в первоисточниках и расхождений в косвенных данных, позволивших бы определить её, научные гипотезы определяют год похода периодом между 332 и 325 годами до н. э.

## Биография

### Подготовка к походу

Карта западного Причерноморья с указанием археологических находок, относимых к походу Зопириона

О ранних годах жизни Зопириона ничего неизвестно. После назначения Александром Македонским на должность наместника Фракии (согласно Курцию) или Понта (согласно Юстину), которое могло состояться после 334 года до н. э., Зопирион начал подготовку к походу. Различие локализации наместничества объясняется В. Пырваном тем, что под Понтом Юстин подразумевал Понтийскую Фракию.
Согласно Юстину, это предприятие было инициативой Зопириона: «…считая, что если он не совершит никаких подвигов своими силами, то он выкажет себя бездеятельным, собрал тридцатитысячное войско и пошёл войной против скифов». В то же время, возможно, что идея похода могла иметь место и в планах Александра — успех позволил бы устранить угрозу со стороны скифов на северных рубежах Македонской империи и создать надёжный плацдарм для возможного дальнейшего продвижения на восток. Эту гипотезу выдвигали румынские историки А. Сучевяну и Д. Пиппиди, однако, по словам Йорданова, данное предположение «вызвало серьёзную критику некоторых авторов». Сходную гипотезу предложили Ю. Г. Виноградов и П. О. Карышковский. По их мнению, поход Зопириона мог быть частью стратегического плана Александра захватить всё Причерноморье. В то время, как Зопирион с войском двигался из Фракии на север и восток, македонский царь мог начать поход из Средней Азии на север и запад и встретиться с Зопирионом где-то в причерноморских степях. А. А. Клеймёнов, который датировал поход Зопириона периодом между 332 и 330 годами до н. э., считал данную гипотезу необоснованной. Историк отмечал, что на момент похода Зопириона Александр вёл войну с Дарием III и не мог строить такие далёкоидущие планы.
Антипатр, наместник Македонии (а фактически — всей европейской части империи), не мог повлиять на планы Зопириона по осуществлению такого рискового предприятия, так как тот был назначен на должность самим царём. Поэтому ему оставалось лишь наблюдать за развитием событий, которые, в случае неблагоприятного исхода и потери македонских войск, могли дестабилизировать ситуацию на подконтрольных ему землях, что и произошло в дальнейшем.
Исследователи полагают, что оценка численности армии Зопириона древнеримскими историками в 30 тысяч человек является завышенной — для сравнения, отправляясь в поход на Персию, Александр оставил Антипатра наместником Македонии с 12 тысячами пехотинцев и 1500 всадниками; Лисимах, получивший большую часть Фракии после смерти Александра, в войне против Одрисского царства имел в своём расположении всего 4000 пеших воинов и 2000 всадников. Дж. Грейнджер допускает, что Зопириону удалось собрать бо́льшие силы, чем Лисимаху, учитывая, что в его войско входили по большей части не греки, составлявшие лишь малочисленное ядро, а фракийцы, однако общая численность войска вряд ли была близка к 30 тысячам, о которых писал Юстин. По мнению В. П. Яйленко, завышение количества собранных сил подтверждается, среди прочего, тем, что Ольвия не смогла бы выдержать и пережить длительную осаду 30-тысячным войском. С. А. Жебелёв также сомневается в правдивости утверждения в первоисточниках о гибели всего войска в этом походе, считая эти данные нравоучительным преувеличением, что характерно для труда Юстина: «И то и другое [преувеличения] понадобилось, чтобы вывести нравоучение: грешно воевать с ни в чем неповинным народом».

### Осада Ольвии
Выступив с войском из Фракии, Зопирион пересёк Истр (Дунай), захватил штурмом Тиру и Никоний, после чего взял в осаду греческий полис Ольвию. В этих чрезвычайных обстоятельствах власти Ольвии решили предоставить свободу рабам и отменили долговые обязательства, тем самым поощрив жителей города оборонять город. В новые списки граждан было внесено и большое количество иноземных жителей Ольвии. Эти шаги, предпринятые Ольвией, известны по сообщению Макробия в его «Сатурналиях»: «Борисфениты смогли сдержать врага, когда [на них] напал Зопирион, освободив рабов, предоставив гражданство чужеземцам и сделав новые записи [долгов]». Также была проведена монетная реформа, с целью предотвращения обесценивания медной монеты (так называемых «борисфенов», по изображавшемуся на них богу Борисфену). Эти преобразования были проведены в качестве реакции на волнения среди населения, в первую очередь среди должников и кредиторов, подрывающие обороноспособность города в условиях осады. Проведением этих реформ, укреплением города и «умиротворением демоса» занимался Каллиник, сын Евксена, что достоверно известно по археологическим находкам декретов в его честь. Впоследствии Каллиник был щедро награждён полисом за свою службу — огромной суммой в тысячу золотых монет, эквивалентной 3,3 талантов (около 85 килограмм) серебра, и посвящённой ему бронзовой статуей Зевса Спасителя («Зевс Сотер», др.-греч. Ζεύς Σωτήρ).
Археологи обнаружили в районе Ольвии погребальную яму с 52 убитыми людьми, а также черепок с надписью «Никофан, сын Адраста, подарил Зопириону лошадь: пусть он пошлёт ко мне в город и пусть передаст ему письмена». Возможно, эти находки свидетельствуют о существовании в Ольвии группы промакедонских изменников, которые были убиты и захоронены в братской могиле.
Качественный состав армии, собранной преимущественно из фракийцев, оставлял желать лучшего, и после продолжительной осады Зопирион отказался от своих планов захвата Ольвии. Т. Хьюз в качестве причины снятия осады указывает на гибель в шторме осуществлявшего снабжение флота, а С. Саба и В. П. Яйленко полагают, что Ольвия, могла не быть первостепенной целью предприятия. По мнению А. Н. Левинского снятие осады было продиктовано появлением скифов, союзников Ольвии. Со ссылкой на Т. Л. Самойлову, он пишет о том, что Ольвия, вероятно, была на грани гибели к моменту окончания осады — были разрушены все поселения ольвийской хоры, а сам город, включая укрепления (как минимум западная часть города имела защитные сооружения, хотя в целом оборонительный потенциал полиса был невысоким), сильно пострадал от пожаров. Так или иначе, непогода, упорное сопротивление защитников или подход сил их союзников лишили Зопириона возможности продолжать осаду укреплённого города, вынудив начать отступление во Фракию.

### Отступление и гибель

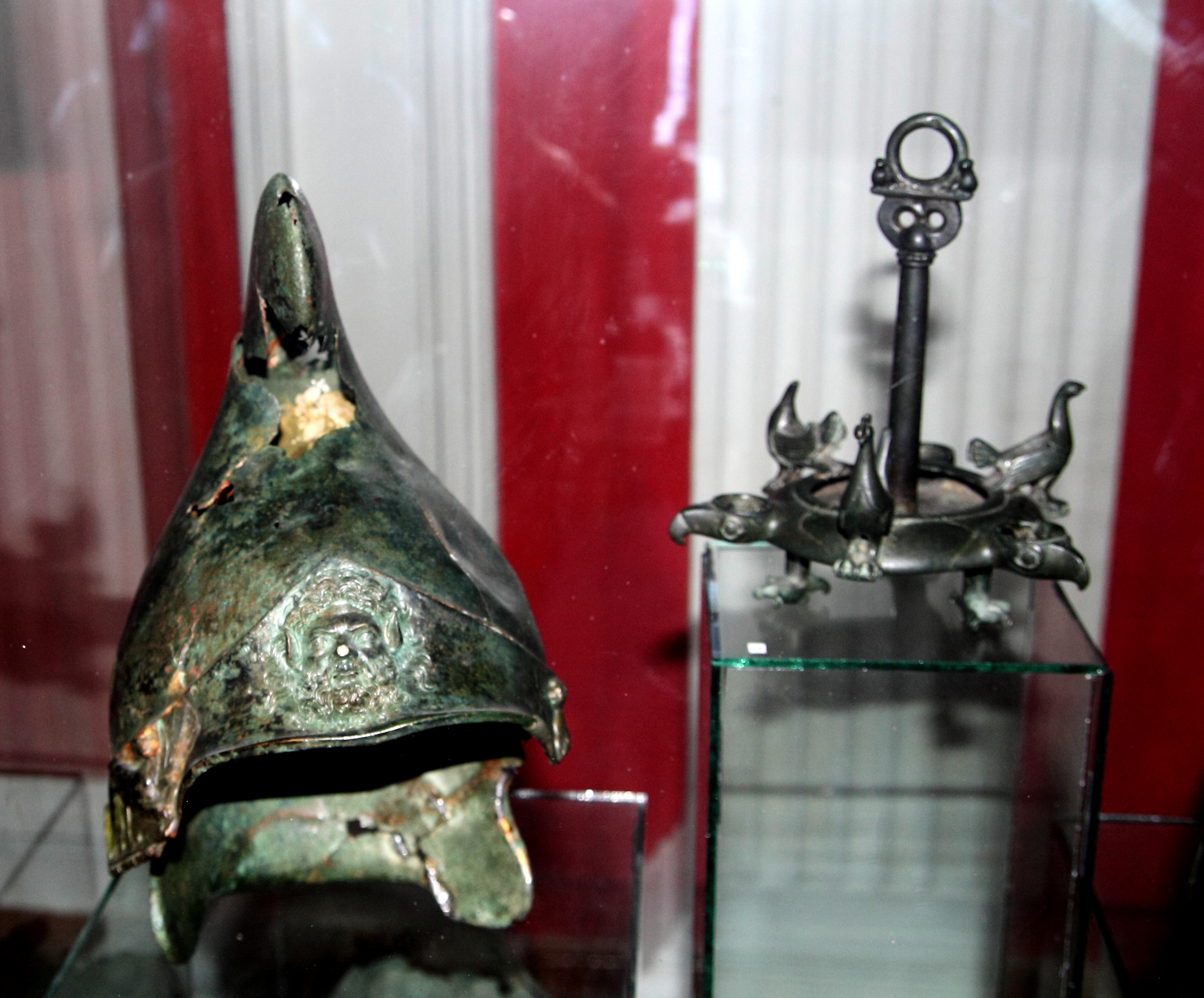
Один из шлемов войска Зопириона, найденных у села Оланешты. Музей этнографии и естественной истории, Кишенёв

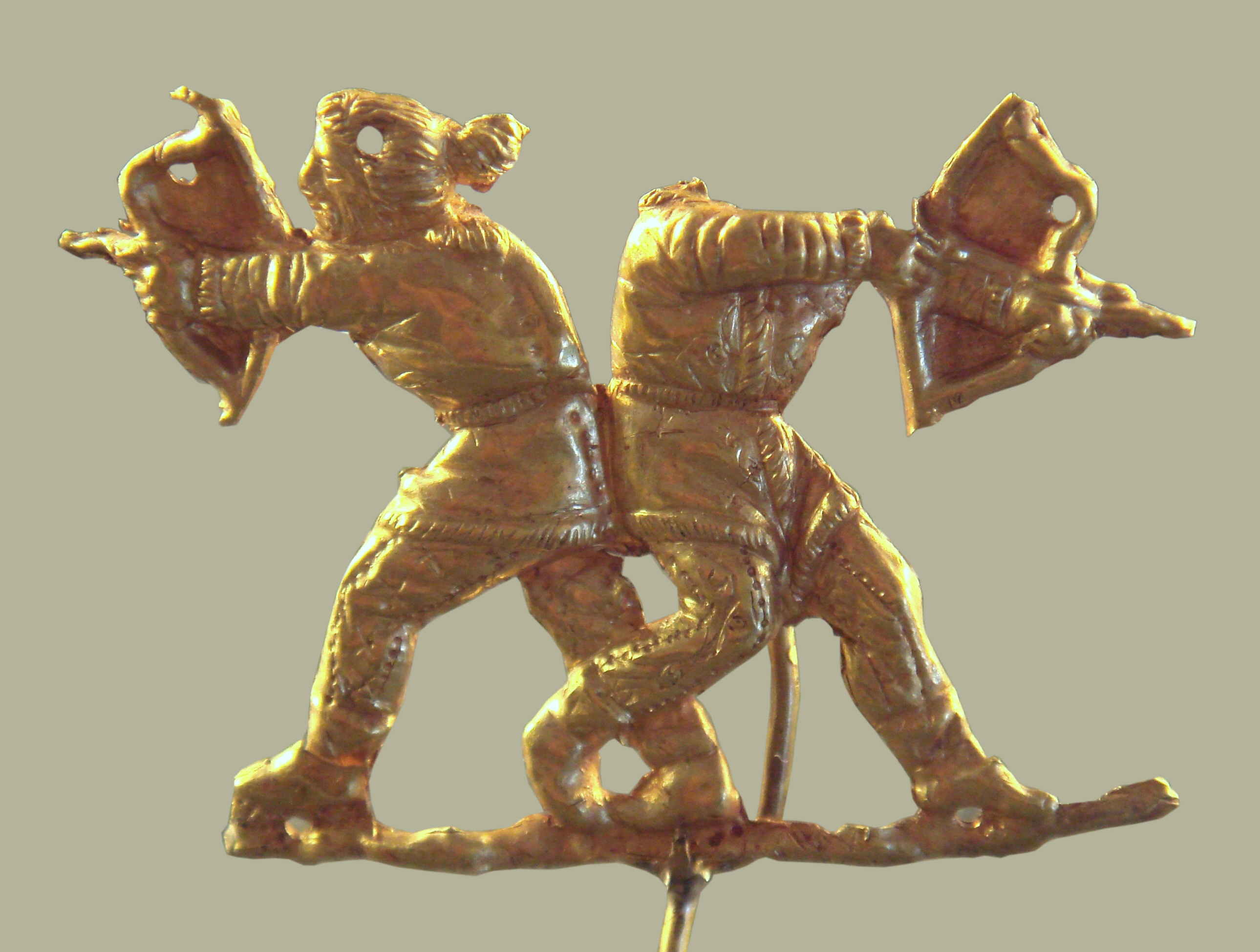
Фигурка скифских воинов IV века до н. э. Лувр, Париж

Касательно обстоятельств гибели войска и Зопириона, первоисточники также не дают однозначного ответа — Юстин пишет о походе против скифов, тогда как Курций — против гетов. Одна из первых версий, принадлежавшая Иоганну Густаву Дройзену (в труде «История эллинизма», написанном в 1836—1843 годах), опираясь исключительно на текст Юстина предполагала гибель в Зопириона в море, на обратном пути от Ольвии, согласно тексту Юстина в прологе XII главы — «…а также как Зопирион с войском погиб на Понте». К. Йорданов отмечает, что эта версия не является общепринятой в современной научной литературе. Сам Йорданов отдаёт предпочтение трактовке по Курцию, где причиной гибели Зопириона стали геты. В. П. Яйленко полагает, что целью похода Зопириона была вовсе не Ольвия, а Каменское городище, населённое скифами-борисфенитами, куда Зопирион отправился морем и погиб в районе «гетского побережья» (Буджак). А. Сучевяну, Д. Пиппиди и В. Илиеску допускали наличие двух предприятий Зопириона (первый поход на скифов, а второй, окончившийся его гибелью — на гетов), с чем не согласен А. Н. Левинский, который определяет гетов в качестве союзников Македонии в данный период и, соответственно, предпочитает версию событий Юстина, по которой противниками Зопириона были скифы. В. В. Латышев, С. А. Жебелёв и А. А. Клеймёнов также поддерживают скифскую версию.
Вне зависимости от того, кем был разбит Зопирион, место гибели его войска определяется так называемой «гетской пустыней», то есть степной зоной в междуречье Дуная и Днестра. По мнению Левинского, Зопирион был настигнут скифами во время переправы через Днестр неподалёку от современного города Вадул-луй-Водэ либо у села Оланешты, в Молдове. Такая локализация основывается на обнаружении кладов этого периода в местах неподалёку: один из них содержал монеты, а другой — греческие бронзовые шлемы, поножи, и светильник с посвящением Артемиде.
Исследователи А. Аврам, К. Ширьяк и Й. Матей, анализируя находки снарядов пращи античного периода в Добрудже, атрибутировали некоторые из них войску Зопириона. Вопреки ожиданиям, к ним относились и снаряды, найденные в том числе на значительном удалении от побережья, вплоть до румынского села Гырличу, расположенного значительно выше по течению Дуная. Исходя из географии этих находок они выдвинули предположение о том, что путь отступления Зопириона сначала лежал в прибрежной зоне, по западному берегу озёр Разелм и Синое, но не дойдя до города Истрии войско повернуло на запад. По мнению авторов исследования изменение планов могло быть связано с началом восстаний во Фракии, либо было банальной стратегической ошибкой Зопириона.

## Последствия похода
Гибель Зопириона со всем войском пагубно отразилась на позициях Македонской империи в её европейской части и показала хрупкость македонской власти. При анализе гипотезы о планах Александра захватить Причерноморье, историки отмечают, что гибель Зопириона могла заставить македонского царя отказаться от похода в земли скифов и направить своё войско в Индию. Севт III, правитель Одрисского царства, находящегося в зависимости от империи, поднял восстание, подавлять которое пришлось уже Лисимаху, получившему в управление большую часть Фракии, волнения затронули и собственно Грецию. Поражение Зопириона и, как следствие, выход из под контроля ситуации в Европе, заставило Александра предпринять действия по укреплению власти в Македонии, Фракии и Фессалии. Александр поручил своему военачальнику Кратеру отвести в Македонию подкрепление из десяти тысяч ветеранов и заменить Антипатра на позиции наместника европейской части империи, что не было воплощено лишь по причине смерти Александра Великого в 323 года до н. э.
Ольвия после успешного отражения попытки захвата города пережила период экономического и социального подъёма вследствие демократических реформ Каллиника, ставший её апогеем, а затем вступила в длительный период упадка. Роль Зопириона в этом остаётся доподлинно неизвестной, и по предположению Э. Миннза, упадок был в большей степени связан с падением торговли — традиционные рынки сбыта Ольвии в Греции и Малой Азии переживали не лучшие времена из-за непрекращающихся конфликтов, к тому же появилась конкуренция в виде более богатых регионов в Азии. Сокращение населения, а затем и падение мощи скифов, с которыми Ольвия поддерживала весьма приемлемые добрососедские отношения, также внесли свой вклад в упадок полиса. Тем не менее, по словам В. В. Латышева, «первый удар процветанию Ольвии был, по всей вероятности, нанесён осадой Зопириона», которой пришлось пойти на крайние меры для отражения нападения.

### Исследования
- Алексеев А. Ю. Хронография Европейской Скифии VII—IV веков до н.э.. — СПб.: Издательство Государственного Эрмитажа, 2003. — ISBN 5-93572-086-8.
- Виноградов Ю. Г., Карышковский П. О. Каллиник, сын Евксена. Проблемы политической и социально-экономической истории Ольвии второй половины IV в. до н.э. II // Вестник древней истории. — М., 1983. — № 1 (163). — С. 21—39. — ISSN 0321-0391.
- Виноградов Ю. Г. Политическая история Ольвийского полиса. VII—I вв. до н. э.: Историко-эпиграфическое исследование. — М.: Наука, 1989. — 288 с. — ISBN 5-02-008961-3.
- Жебелёв С. А. Северное Причерноморье: исследования и статьи по истории Северного Причерноморья античной эпохи. — М.—Л.,: Издательство академии наук СССР, 1953. — 388 с.
- Зельин К. К. Помпей Трог и его произведение «Historiae Philippicae» // Вестник древней истории. — М., 1954. — № 2 (48). — С. 183—202. — ISSN 0321-0391.
- Клеймёнов А. А. К вопросу о северопричерноморских планах Александра Македонского // Via in tempore. История. Политология. — 2012. — № 1 (120). — ISSN 2687-0967.
- Мызгин К. В. Талант // Большая российская энциклопедия. — М., 2016. — Т. 31. — С. 602.
- Левинский А. Н. История гетов в лесостепи Юго-Восточной Европы (конец VI — вторая половина IV вв. до н. э.) // Stratum plus. Археология и культурная антропология. — 2010. — № 3.
- Сапрыкин С. Ю. Глава 13. Восточная Европа, Западное и Северное Причерноморье в эллинистическую эпоху // История Европы. — М.: Наука, 1988. — Т. 1. Древняя Европа. — 703 с. — ISBN 5-02-008937-0.
- Яйленко В. П. История и эпиграфика Ольвии, Херсонеса, Боспора VII в. до н. э. — VII в. н. э. — СПб.: Нестор-История, 2016. — 980 с. — ISBN 978-5-4469-0379-2.
- Alexandru Avram, Costel Chiriac et Ionel Matei. Balles de fronde grecques en pays Gète et ailleurs. Sur les traces de Zopyrion dans le bas Danube (фр.) // Revue archéologique. — 2013. — No 2 (56). — P. 227—303. — ISSN 2104-3868. — doi:10.3917/arch.132.0227.
- Laurent Dubois. Inscriptions grecques dialectales d'Olbia du Pont (фр.). — Genève: Droz, 1996. — Vol. 22. — 232 p. — (Hautes études du monde gréco-romain). — ISBN 978-2-600-00165-6.
- John D. Grainger. Antipater's dynasty (англ.). — Barnsley: Pen & Sword Military, 2019. — 288 p. — ISBN 978-1-5267-3089-3.
- Tristan Hughes. The Perdiccas years, 323-320 BC: Alexander's successors at war (англ.). — Barnsley (GB): Pen and Sword Military, 2021. — 620 p. — ISBN 978-1-5267-7511-5.
- Kiril Jordanov. Zopyrion en Thrace et en Scythie // The Thracian world at the crossroads of civilisations / Petre Roman, Saviana Diamandi, Marius Alexianu. — Bucharest: Vavila Edinf SRL, 1997. — 713 с. — ISBN 978-973-98334-0-0.
- Ellis H. Minns. Scythians and Greeks: a survey of ancient history and archaeology on the north coast of the Euxine from the Danube to the Caucasus (англ.). — Cambridge: Cambridge Univ. Press, 1913. — 720 p.
- Vasile Pârvan. Getica. O protoistorie a Daciei (рум.). — București: Cultura naţională, 1926. — 476 с.
- Sara Saba. Isopoliteia in hellenistic times (англ.). — Leiden ; Boston: Brill, 2020. — Vol. volume 14. — 291 p. — (Brill's studies in Greek and Roman epigraphy). — ISBN 978-90-04-42569-9.